# Billboardlistans förstaplaceringar 2019
Billboardlistans förstaplaceringar 2019 innebar att tio olika artister fick sin första singeletta i USA på Billboards lista Billboard Hot 100, som huvudartist eller "featuring": Swae Lee, Bradley Cooper, Jonas Brothers, Lil Nas X, Billy Ray Cyrus, Billie Eilish, Shawn Mendes, Lizzo, Lewis Capaldi och Selena Gomez. 
Den låten som låg längst som etta detta år var ”Old Town Road” av Lil Nas X, som låg etta i 19 veckor. 

## Listhistorik
| Datum        | Låt                               | Artist(er)                          | Referens      |
| ------------ | --------------------------------- | ----------------------------------- | ------------- |
| 5 januari    | "Thank U, Next"                   | Ariana Grande                       | [ 1 ]         |
| 12 januari   | "Without Me"                      | Halsey                              | [ 2 ]         |
| 19 januari   | "Sunflower"                       | Post Malone och Swae Lee            | [ 3 ]         |
| 26 januari   | "Without Me"                      | Halsey                              | [ 4 ]         |
| 2 februari   | "7 Rings"                         | Ariana Grande                       | [ 5 ]         |
| 9 februari   | "7 Rings"                         | Ariana Grande                       | [ 6 ]         |
| 16 februari  | "7 Rings"                         | Ariana Grande                       | [ 7 ]         |
| 23 februari  | "7 Rings"                         | Ariana Grande                       | [ 8 ]         |
| 2 mars       | "7 Rings"                         | Ariana Grande                       | [ 9 ]         |
| 9 mars       | "Shallow"                         | Lady Gaga och Bradley Cooper        | [ 10 ]        |
| 16 mars      | "Sucker"                          | Jonas Brothers                      | [ 11 ]        |
| 23 mars      | "7 Rings"                         | Ariana Grande                       | [ 12 ]        |
| 30 mars      | "7 Rings"                         | Ariana Grande                       | [ 13 ]        |
| 6 april      | "7 Rings"                         | Ariana Grande                       | [ 14 ]        |
| 13 april     | "Old Town Road"                   | Lil Nas X                           | [ 15 ]        |
| 20 april     | "Old Town Road"                   | Lil Nas X featuring Billy Ray Cyrus | [ 16 ]        |
| 27 april     | "Old Town Road"                   | Lil Nas X featuring Billy Ray Cyrus | [ 17 ]        |
| 4 maj        | "Old Town Road"                   | Lil Nas X featuring Billy Ray Cyrus | [ 18 ]        |
| 11 maj       | "Old Town Road"                   | Lil Nas X featuring Billy Ray Cyrus | [ 19 ]        |
| 18 maj       | "Old Town Road"                   | Lil Nas X featuring Billy Ray Cyrus | [ 20 ]        |
| 25 maj       | "Old Town Road"                   | Lil Nas X featuring Billy Ray Cyrus | [ 21 ]        |
| 1 juni       | "Old Town Road"                   | Lil Nas X featuring Billy Ray Cyrus | [ 22 ]        |
| 8 juni       | "Old Town Road"                   | Lil Nas X featuring Billy Ray Cyrus | [ 23 ]        |
| 15 juni      | "Old Town Road"                   | Lil Nas X featuring Billy Ray Cyrus | [ 24 ]        |
| 22 juni      | "Old Town Road"                   | Lil Nas X featuring Billy Ray Cyrus |               |
| 29 juni      | "Old Town Road"                   | Lil Nas X featuring Billy Ray Cyrus |               |
| 6 juli       | "Old Town Road"                   | Lil Nas X featuring Billy Ray Cyrus |               |
| 13 juli      | "Old Town Road"                   | Lil Nas X featuring Billy Ray Cyrus |               |
| 20 juli      | "Old Town Road"                   | Lil Nas X featuring Billy Ray Cyrus |               |
| 27 juli      | "Old Town Road"                   | Lil Nas X featuring Billy Ray Cyrus |               |
| 3 augusti    | "Old Town Road"                   | Lil Nas X featuring Billy Ray Cyrus |               |
| 10 augusti   | "Old Town Road"                   | Lil Nas X featuring Billy Ray Cyrus |               |
| 17 augusti   | "Old Town Road"                   | Lil Nas X featuring Billy Ray Cyrus |               |
| 24 augusti   | "Bad Guy"                         | Billie Eilish                       | [ 25 ] [ 26 ] |
| 31 augusti   | "Señorita"                        | Shawn Mendes och Camila Cabello     | [ 27 ] [ 28 ] |
| 7 september  | "Truth Hurts"                     | Lizzo                               | [ 29 ] [ 30 ] |
| 14 september | "Truth Hurts"                     | Lizzo                               |               |
| 21 september | "Truth Hurts"                     | Lizzo                               |               |
| 28 september | "Truth Hurts"                     | Lizzo                               |               |
| 5 oktober    | "Truth Hurts"                     | Lizzo                               |               |
| 12 oktober   | "Truth Hurts"                     | Lizzo                               |               |
| 19 oktober   | "Highest in the Room"             | Travis Scott                        | [ 31 ] [ 32 ] |
| 26 oktober   | "Truth Hurts"                     | Lizzo                               | [ 33 ] [ 34 ] |
| 2 november   | "Someone You Loved"               | Lewis Capaldi                       | [ 35 ] [ 36 ] |
| 9 november   | "Lose You to Love Me"             | Selena Gomez                        | [ 37 ] [ 38 ] |
| 16 november  | "Someone You Loved"               | Lewis Capaldi                       | [ 39 ] [ 40 ] |
| 23 november  | "Someone You Loved"               | Lewis Capaldi                       |               |
| 30 november  | "Circles"                         | Post Malone                         | [ 41 ] [ 42 ] |
| 7 december   | "Circles"                         | Post Malone                         |               |
| 14 december  | "Heartless"                       | The Weeknd                          | [ 43 ] [ 44 ] |
| 21 december  | "All I Want for Christmas Is You" | Mariah Carey                        | [ 45 ] [ 46 ] |
| 28 december  | "All I Want for Christmas Is You" | Mariah Carey                        |               |